# Uluj Ali
Uluj Ali, el-Euldj Ali o Otxalí, de malnom «l'Apòstata» (1520-1587), fou un corsari i paixà de la Mediterrània i alt funcionari otomà. Era nadiu de Calàbria (uluj o uludj vol dir 'estranger no àrab' i és un plural de la paraula ilj), i és també conegut pel seu nom italianitzat Occhialì; sovint es catalanitza Oxialí, Otxalí o Oixalí.

## Biografia
El seu nom original era Giovan Dionogri Galeni i era nadiu de Calàbria. De jove fou fet presoner a setze anys i es va convertir a l'islam, prenent el nom d'Uluj Ali. Va agafar fama perquè va ascendir i va arribar a dirigir alguna expedició capturant vaixells cristians, tot acumulant una notable riquesa; a partir de 1548 fou un dels fidels de Turgut Reis, al qual el 1551 va acompanyar a Constantinoble i va rebre un sou i del dret a portar un signe imperial a la nau simbolitzant que treballava per l'Imperi Otomà. Va participar en diverses campanyes navals com Gerba (1560) i el setge de Malta (maig a setembre de 1565). El 1561 va dirigir l'atac de l'11 de maig contra la població mallorquina de Sóller (fets rememorats cada any per les festes del Firó). Poc després fou nomenat beglerbegi d'Alger, càrrec que va exercir de 1568 a 1571 i va aconseguir derrotar a la guarnició espanyola de la Goleta i establir el govern militar otomà a Tunísia (1569). El 1571 va marxar per participar en la conquesta de Xipre. Amb la flota algeriana va participar en la batalla de Lepant el 7 d'octubre de 1571; per la seva brillant actuació i l'enfonsament de la goleta capitana de l'ala dreta cristiana manada per Gianandrea Doria, fou nomenat kapudan paixà al lloc de Muadhdhin-zade Ali Pasha. Es va esforçar per reconstruir la flota i va algunes campanyes victorioses els següents anys. El 1574 va poder recuperar Tunis als espanyols que En Joan d'Àustria havia reconquerit l'any anterior.
Va restar com a gran almirall fins a la seva mort. Fou llavors conegut com a Kilidj Ali Pasha. El 1584 va anar a Crimea per posar al tron Islam II Giray; en arribar al port va rebre el suport d'Ali Beg, cap de la tribu Mansur; el kan Mehmed II Giray va fugir i İslâm II Giray fou proclamat kan sense gairebé resistència. Va morir el 1587 i fou enterrat a una turbe al Bòsfor.